# Ian Paisley
Ian Richard Kyle Paisley (6. dubna 1926 Armagh – 12. září 2014 Belfast) byl presbyteriánský pastor a severoirský politik za Demokratickou unionistickou stranu, jejímž předsedou byl v letech 1971–2008. V letech 2007–2008 byl předsedou vlády Severního Irska, poslancem Dolní sněmovny Spojeného království byl v letech 1970–2010, poslancem Evropského parlamentu byl v letech 1979–2004.